# كريستيان مولر
كريستيان مولر (بالدنماركية: Christian Møller)‏ (و. 1904 – 1980 م) هو فيزيائي، وكيميائي، وأستاذ جامعي من الدنمارك .
وكان عضواً في الأكاديمية الملكية السويدية للعلوم، والأكاديمية الملكية الدنماركية للعلوم والآداب .

## مناصب وهيئات
أدار جامعة كوبنهاغن.